# Tygerberg (wijngebied)
Tygerberg is een wijndistrict in Zuid-Afrika. Het behoort tot de wijnregio Coastal Region in de West-Kaap. Als gevolg van zijn ligging dicht bij de Atlantische Oceaan wordt het voorzien van een koele bries vanuit de Valsbaai, waardoor het warme klimaat wat wordt getemperd.
Het gebied is vernoemd naar de plaats Tygerberg, nu deel van Kaapstad. 

## Deelgebieden
Tygerberg kent twee deelgebieden met een eigen oorsprongsaanduiding (Wine of Origin):
- Durbanville

Dit gebied ligt heel dicht bij Kaapstad en wordt daar ook steeds meer door opgeslokt. Durbanville omvat vier wijngaarden. Hier worden voornamelijk rode wijnen gemaakt van Merlot, maar ook de witte van Sauvignon Blanc zijn bekend. Sauvignon Blanc is de meest aangeplante druif, gevolgd door Cabernet Sauvignon, Merlot, Shiraz en Chardonnay.
- Philadelphia

Dit gebied ligt ten noorden van Durbanville. Gemiddeld liggen de wijngaarden van Philadelphia wat hoger, waardoor er meer verschil is tussen de dag- en nachttemperatuur, wat de kwaliteit ten goede komt door een langzamere rijping. Hier worden vooral rode wijnen gemaakt in Bordeaux-stijl. De meest aangeplante druiven zijn Cabernet Sauvignon, Shiraz, Sauvignon Blanc, Merlot en Cabernet Franc.